# Операција Тицијан
Операција Тицијан је југословенски криминалистички филм из 1963. године. Режирао га је Радош Новаковић а сценарио је написао Властимир Радовановић.

## Радња
Уго Боначић је убијен у приморском градићу у току туристичке сезоне. Инспектор криминалистичке управе води истрагу која га упућује на необичног странца у белом оделу, који је у градић дошао са америчком репрезентацијом за подводни риболов. Током истраге је утврдио да је Уго имао копију једне Тицијанове слике за коју је везана необична легенда. Коначно се разјашњава нова варијанта старе легенде о тој Тицијановој слици.

## Улоге
| Глумац            | Улога          |
| ----------------- | -------------- |
| Вилијам Камбел    | Тони           |
| Раде Марковић     | Миха           |
| Ирена Просен      | Вера           |
| Драгомир Фелба    | Михин помоћник |
| Душан Тадић       |                |
| Томанија Ђуричко  |                |
| Богдан Богдановић |                |
| Јовица Јојић      |                |
| Мише Мартиновић   |                |
| Миленко Ристић    |                |
| Миха Балох        | Џони Боначић   |
| Мирко Швец        |                |
| Катица Лабас      |                |
| Мања Голец        |                |